# Rosental an der Kainach
Rosental an der Kainach là một đô thị thuộc huyện Voitsberg thuộc bang Steiermark, nước Áo. Đô thị Rosental an der Kainach có diện tích 6,51 km², dân số thời điểm cuối năm 2005 là 1765 người.